# The Crew Motorfest
The Crew Motorfest — перегонова відеогра, розроблена Ubisoft Ivory Tower і видана Ubisoft для PlayStation 4, PlayStation 5, Windows, Xbox One і Xbox Series X/S 12 вересня 2023 року.

## Ігровий процес
Події The Crew Motorfest відбуваються на зменшеній версії острова Оаху на Гавайських островах. Тематично він присвячений фестивалю, який виконує роль головного майданчика для доступу до різноманітних подій у грі, подібно до серії ігор Forza Horizon. Ігровий процес гри схожий на попередні ігри серії, з багатокористувацьким режимом, який у грі називається «екіпаж», а також можливістю керувати іншими транспортними засобами, окрім автомобілів, такими як літаки та човни.
Основною частиною гри є «Плейлисти», станом на вересень 2023 року існує 15 плейлистів, кожен з яких присвячений окремій темі, наприклад, раритетним автомобілям, Lamborghini та колабораціям з інфлюенсерами, такими як Supercar Blondie, Liberty Walk та Donut Media.
Іншим популярним режимом є «Велика гонка», це довга гонка тривалістю приблизно 10 хвилин з 28 гравцями в онлайні, яка розділена на 3 секції для 3 рівнів гонки, секції та рівні для кожної гонки обираються випадковим чином і змінюються кожні 30 хвилин, а маршрут гонки кожен раз вибирається випадковим чином. «Основний етап» містить щомісячну тему з унікальними нагородами, які є обмеженими у часі.
Щотижня підтема головної сцени буде використовуватися для «Summit Contest», щотижневого тематичного конкурсу, де гравці змагаються у 9 випробуваннях, щоб заробити бали, перші 10,000 гравців, які наберуть найбільшу кількість балів, можуть отримати ексклюзивний приз, включаючи ексклюзивні транспортні засоби саміту на обмежений час або титули, які будуть відображатися під іменем гравця в грі, а людина, яка посяде 1-е місце за підсумками кожного тижня, може отримати своє ім'я гравця, вирізане на зірці, яку всі гравці зможуть побачити у Фестивальному наметі, куди кожен гравець заходить, коли він щоразу завантажується в гру.
«Custom Show» - це щотижневий конкурс, де гравці можуть налаштувати свій транспортний засіб відповідно до теми тижня «Summit Contest» і дозволити гравцям голосувати за те, який транспортний засіб їм подобається, в кінці тижня гравці, які набрали найбільшу кількість голосів, отримують нагороди.
Як і дві попередні частини, The Crew Motorfest вимагає постійного підключення до інтернету.

## Розробка та випуск
Motorfest була розроблена Ubisoft Ivory Tower. Спочатку проект задумувався як доповнення до The Crew 2, але коли кілька ідей щодо змін у структурі проходження виявилися несумісними з наявним ігровим рушієм, задум було змінено.
Під час розробки, всередині компанії проект був відомий під назвою «Project Orlando», аж до жовтня 2022 року, коли стався витік назви та сеттингу гри. До того, як було прийнято рішення про назву Motorfest, гра мала попередню назву The Crew Motorcamp.
Анонс гри відбувся 31 січня 2023 року разом із тизер-трейлером. Закритий період тестування Motorfest на ПК розпочався 1 лютого 2023 року, а тестування на консолях розпочалося пізніше. Гра вийшла 14 вересня 2023 року для PlayStation 4, PlayStation 5, Windows, Xbox One та Xbox Series X/S. Журналісти відзначили схожість між Motorfest і першими двома іграми Test Drive Unlimited (2006 і 2011), над якими раніше працювали кілька розробників з Ivory Tower, і які також використовують Оаху як головне місце подій.

## Сприйняття
Згідно з агрегатором рецензій Metacritic, The Crew Motorfest отримала «загалом схвальні відгуки» від критиків. Гра була номінована на премію The Game Awards 2023 у категорії «Найкраща спортивна/гоночна гра». 
Вона дебютувала на другому місці серед найбільш продаваних ігор тижня в магазинах Великої Британії. Вона також стала найшвидше продаваною грою в серії.